# マイティ・ハート/愛と絆
『マイティ・ハート/愛と絆』（マイティ・ハート あいときずな、A Mighty Heart）は、2007年のアメリカ映画。パラマウント映画製作。ユナイテッド・インターナショナル・ピクチャーズ（UIP）日本法人が配給した最後の作品であった。
中東で誘拐・殺害されたジャーナリスト、ダニエル・パール (Daniel Pearl) の妻マリアンヌ・パールの手記『マイティ・ハート』（潮出版社刊）を映画化。
第60回カンヌ国際映画祭にて特別招待作品として上映された。

## ストーリー
2002年、パキスタンで取材中だったウォール・ストリート・ジャーナルのアメリカン人記者ダニエル・パールがテロ組織により誘拐される。ジャーナリストでもある妻マリアンヌは、妊娠中の身体をおして、夫を救出するために全力を傾けるが、事態は最悪の結果を迎える。

## キャスト
マリアンヌ・パール
演 - アンジェリーナ・ジョリー、日本語吹替 - 本田貴子
夫とパキスタンに滞在中の女性ジャーナリスト。妊娠中。
ダニエル（ダニー）・パール
演 - ダン・ファターマン、日本語吹替 - 木下浩之
マルアンヌの夫。ウォール・ストリート・ジャーナル（WSJ）の記者。
アスラ・ノマニ
演 - アーチー・パンジャビ、日本語吹替 - 佐古真弓
イスラム系インド人の女性ジャーナリスト。パール夫妻の親友。
WSJの仕事をしている。
ハビブ（キャプテン）
演 - イルファーン・カーン、日本語吹替 - 松山タカシ
パキスタン警察テロ対策部門（CID）部長。パキスタン側の捜査主任。
ランダル・ベネット
演 - ウィル・パットン、日本語吹替 - 仲野裕
アメリカ領事館の外交保安問題担当官。
ジョン・バッシー
演 - デニス・オヘア、日本語吹替 - 小島敏彦
WSJ本社勤務。ダニーの事件でパキスタンにやって来る。
ドースト・アリアニ
演 - アドナン・シディキ
CID捜査官。キャプテンの部下。
スティーヴ・レヴァイン
演 - ゲイリー・ウィルメス
WSJ中央アジア特派員。パール夫妻の親友。捜査に協力。新婚。